# El amor nunca muere
El amor nunca muere (lit. O Amor Nunca Morre) é uma telenovela mexicana produzida por Ernesto Alonso para a Televisa e exibida pelo El Canal de las Estrellas em 1982.
Original de Caridad Bravo Adams e baseada na telenovela La mentira foi adaptada por  Violante Villamil.
Foi protagonizada por Christian Bach e Frank Moro e antagonizada por Silvia Pasquel e Rebecca Jones.

## Sinopse
Esta é a história de duas primas-irmãs Cecilia e Carolina De Toledo-Murat. Ambas as mulheres são confrontadas, porque ambos estão apaixonados pelo mesmo homem: José Beltrán, um jovem que procura minas para se enriquecer. Logo Carolina consegue estabelecer um relacionamento com José; No entanto, ela acaba matando-o após uma discussão e decide manipular a cena do crime, para que todos acreditem que José se suicidou.
Guillermo, um primo de José, chega à cidade quando descobre o que aconteceu. Ignorando rumores de pessoas, Guillermo acredita que Cecilia é responsável pela morte de José, então ele tem a intenção de vingar-se dela. Para fazer isso, ele decide conquistar e então se casar com ela, fazer sua vida um inferno vivo e, finalmente, matá-la.

## Elenco
- Christian Bach - Cecilia De Vidal y Barnolá
- Silvia Pasquel - Carolina De Vidal y Barnolá
- Frank Moro - Guillermo Beltrán
- Tony Bravo - José Beltrán
- Aarón Hernán - Teodoro De Vidal y Barnolá
- Emilia Carranza - Sara de De Vidal y Barnolá
- Olivia Bucio - Gloria
- Mario Cid - Padre Marcial
- Eduardo Yáñez - Alfonso
- Guillermo Aguilar - Duval
- Laura León - Azucena
- Rebecca Jones - Mary Ann
- Francisco Avendaño - Ricardo
- Fabio Ramírez - Santiago
- Aurora Cortés - Nana Gume
- Fernando Sáenz - Ronnie
- Ignacio Rubiell - Genaro
- Tito Durán - Julio
- Bárbara Córcega - Zakuk
- Juan Diego - Tobi
- Antonio Escobar
- Alejandro Ruiz

## Versões
- La mentira (1952), filme dirigido por Juan J. Ortega e protagonizado por Marga López, Jorge Mistral e Gina Cabrera.

- La mentira (1965), telenovela dirigida e produzida por Ernesto Alonso para Televisa e protagonizada por Julissa, Enrique Lizalde e Fanny Cano.

- Calúnia (1966), telenovela dirigida por Wanda Kosmo para TV Tupi no Brasil e protagonizada por Fernanda Montenegro, Sérgio Cardoso e Geórgia Gomide.

- La mentira (1970), filme dirigido por Emilio Gómez Muriel e protagonizado por Julissa, Enrique Lizalde e Blanca Sánchez.

- La mentira (1998), telenovela produzida por Carlos Sotomayor para Televisa e protagonizada por Kate del Castillo, Guy Ecker e Karla Álvarez.

- El juramento (2008), telenovela produzida pela Telemundo e protagonizada por Natalia Streignard, Osvaldo Ríos e Dominika Paleta.

- Cuando me enamoro (2010), telenovela produzida por Carlos Moreno para Televisa e protagonizada por Silvia Navarro, Juan Soler e Jessica Coch.

- Corações Feridos (2012), telenovela produzida por Iris Abravanel para o SBT no  Brasil e protagonizada por Patrícia Barros, Flávio Tolezani e Cynthia Falabella.

- Lo imperdonable (2015), telenovela mexicana produzida por Salvador Mejía para Televisa, protagonizada por Ana Brenda Contreras, Iván Sánchez e Grettell Valdez.

## Prêmios e indicações

### Prêmio TVyNovelas 1983
| Categoria                 | Indicação      | Resultado |
| ------------------------- | -------------- | --------- |
| Melhor atriz protagonista | Christian Bach | Indicado  |
| Melhor atriz antagonista  | Silvia Pasquel | Venceu    |